# Creepshow 2
Creepshow 2 (bra: Creepshow - Show de Horrores ou Creepshow 2 - Show de Horrores) é um filme americano de 1987, do gênero comédia de terror, dirigido por Michael Gornick, e a sequência de Creepshow. Gornick foi anteriormente o diretor de fotografia do primeiro filme, e o roteiro foi escrito por Romero, diretor do filme original. Mais uma vez, foi baseado nas histórias de Stephen King e apresenta mais três segmentos de terror que consistem em Old Chief Wooden Head, The Raft e The Hitchhiker
Creepshow 2 foi seguido por uma sequência não-oficial em 2007 (que não teve nenhum envolvimento de Stephen King e George Romero), intitulado "Creepshow III".

## Enredo

### Prólogo
Um caminhão de entrega puxa até uma banca de jornal em uma pequena cidade onde um garoto chamado Billy (de Creepshow) chega esperando ansiosamente por isso. O caminhão de volta do obturador abre para revelar uma figura sinistra, que cai de um pacote para a calçada: a última edição da Creepshow, para grande alegria de Billy. Como o pacote se abre por sua própria iniciativa, Billy começa a ler e entrega ao homem que revela sua verdadeira identidade como Creepshow Creepy.

### Velho Chefe Cabeça de Madeira
Um casal de idosos, Ray e Martha Spruce (George Kennedy e Dorothy Lamour), administram no sudeste, uma loja de charuto indígena chamado "Old Chief Wooden Head" (Velho Chefe Cabeça de Madeira), que enfeita a varanda da frente e percebem que sua cidade, rio Morto, está perto do fim.
Os Spruces são visitados por Benjamim Whitemoon, um ancião nativo americano de uma tribo local que lhes dá as jóias de prata e turquesa como garantia de que a dívida da tribo será paga. A oferta de Benjamim é aceita, assim, ele volta para sua tribo.
Depois da partida de Benjamim, o casal acaba sofrendo a um assalto feito pelo sobrinho do Benjamim, Sam (armado com uma escopeta) e seus dois amigos. Após o saque feti na loja,Sam exige que Ray lhe dê as jóias da tribo. Ray resiste, e como resultado, os Spruces são então baleados e mortos por Sam. Os três bandidos, em seguida, saem em seu carro e iniciam os preparativos para fugir para Hollywood, Califórnia.
O Velho Chefe Cabeça de Madeira cria vida e sai em uma expedição guerreira para matar Sam e seus amigos e vingar o assassinato de Spruces. O Velho Chefe Cabeça de Madeira mata brutalmente dois amigos de Sam em suas casas. Sam é incapaz de matar com os tiros de espingarda, pois não têm efeito sobre o índio de madeira. Sam tenta se trancar no banheiro, mas o Velho Chefe quebra a parede e  Sam grita de terror ao ser escalpelado e morto.
Benjamim Whitemoon, que acorda com a sacola de jóias em cima de sua cama,corre até a loja dos Spruce e encontra o Velho Chefe Cabeça de Madeira em seu pedestal, segurando o escalpo de seu sobrinho, já ciente do que acontecera. Ele deseja que a vingança pela morte dos Spruces pacifique os espíritos ancestrais.

### 1ª Interrupção
Billy é visto na estação de correios da cidade, recebendo um pacote a partir de quando ele enviou um anúncio do produto do seu exemplar da revista Creepshow. Aborrecido pela descrença do funcionário céticos de pagar $ 9,99 para um brinquedo do papel "engraçado", Billy revela que o pacote realmente contém a semente de uma planta carnívora Armadilha de Vénus (Venus Flytrap). O balconista tem dúvidas sobre a realidade do pacote e Billy parte para casa.

### A Balsa
Quatro estudantes universitários, Deke, Laverne, Randy e Rachel decidem ir nadar em um lago desolado longe de tudo. Enquanto fazem seu caminho para uma balsa de madeira no meio do lago, eles percebem que estão sendo aterrorizados por uma misteriosa e flutuante mancha negra que se agarra ao braço de Rachel puxando-a para dentro d'água e a consome. Os alunos começam a entrar em pânico com medo e choram a perda de Rachel.
Deke então pensa rapidamente em ir nadando para a margem do lago para que ele possa conseguir ajuda já que ele é um nadador rápido. Mas antes que ele possa realizar o seu plano, a bolha escoa através de fissuras na jangada e puxa Deke através da balsa, matando-o no processo.
Randy e Laverne conseguem contornar a criatura tempo suficiente para que ela desista de tentar agarrá-los debaixo da balsa também. Randy e Laverne passam a noite inteira na balsa, com medo de cair no sono e que a criatura possa atacá-los enquanto eles dormem.
Eles adormecem e Randy é o primeiro a acordar de manhã, aliviado ao descobrir que Laverne e ele ficaram a salvos durante a noite. Com Laverne ainda dormindo, ele começa a acariciar seu corpo e acariciar seus seios. Ela logo acorda gritando em agonia como a criatura que se infiltrou através das rachaduras e tem um pedaço da criatura em seu rosto, para o horror de Randy.
Como a bolha puxando Laverne para fora do barco e consumindo-a, Randy aproveita a oportunidade para saltar fora da balsa e nadar até a margem. Ele faz com que, em última instância, mal escapando da criatura e grita "eu te venci!" No entanto, a criatura se levanta da água como uma onda e Randy é arrastado para dentro do lago consumido como todos os outros.
A bolha volta para o lago, sem a evidência dos quatro estudantes, mesmo havendo no lago o carro que foi deixado na mesma faixa musical o tempo todo. A câmera vai para fora para revelar o "No Swimming" ("Não Nade", em inglês) pouco visível por trás do mato.

### 2ª Interrupção
No caminho de volta para casa do posto de correios, Billy é emboscado por um bando de valentões da vizinhança, que atormentá-o e tomam seu pacote. O líder da gangue, em seguida, abre o pacote, encontrar o bulbo da Venus Flytrap e joga-o no chão, esmagando-o com o pé. Em retaliação, Billy chuta o valentão na virilha e foge, com a gangue em perseguição.

### O Carona
Uma empresária infiel chamada Annie Lansing (Lois Chiles) se levanta da cama depois de dormir com seu amante extraconjugal, percebendo que ela tem que chegar em casa antes do marido rico advogado para evitar suspeitas. Annie em seu lúpulo Mercedes-Benz abre caminho para casa. No caminho, ela acidentalmente mata um inocente caronista (Tom Wright), como resultado de seu excesso de velocidade na estrada, ansiosa para chegar antes do marido em casa. Vendo que ninguém testemunhou o incidente, Annie foge sem pensar muito. Pouco depois da fuga de Annie, a área do incidente está lotada por transeuntes, com muitas informações a bater e fugir à polícia.
Quilômetros de distância da cena, Annie faz paradas ao longo da estrada e começa a pensar sobre o que ela fez e as suas conseqüências, mas em última análise, conclui que ninguém tem nada sobre ela e acha que tudo vai ficar bem. Antes que ela possa continuar, no entanto, o caroneiro morto, de repente aparece fora de sua janela e grita "Thanks for the ride, lady." ("Obrigada pela carona, senhora.") (Uma linha repetem ao longo da história). Annie se assusta depois velocidades fora de terror, mas em todo lugar que vá, o caroneiro sempre reaparece e se torna seu algoz durante toda a viagem como ela repetidamente executa-o, arremessa em cima de seu carro, bate o seu corpo em árvores, etc como ele só fica mais e mais atingido e sangrando sem morrer. Ela, eventualmente, perde o controle de unidades de seu carro para fora da estrada e descer uma colina, a bater-se para fora.
Ela acorda um pouco mais tarde, não vendo o caroneiro em qualquer lugar em vista, acreditando ser um sonho ruim. Ela fica para trás na estrada e chega em casa, conseguindo chegar lá antes de seu marido. Quando ela começa a sair do seu carro, o caroneiro aparece debaixo de seu carro, completamente mutilado da viagem, ainda proferindo "Obrigado pela carona, senhora." O caronista começa a atacar enquanto ela tenta em vão lutar com ele. Mais tarde, o marido chega em casa e encontrar o corpo morto de sua esposa em seu carro com o sinal do Estripador está mostrando o seu destino-alvo (lendo DOVER).

### Epílogo
Ainda sendo perseguido pelos valentões, Billy leva seus perseguidores em um lote vago fervilhando de fora do controle de crescimento das plantas. Como ele cavalga ao que parece ser um beco sem saída, os valentões se preparam para surrá-lo apenas para descobrir se a semente pisoteada não foi a primeira que Billy tinha plantado, tendo um quinteto de plantas carnívoras gigantes emergindo das ervas daninhas ao redor e devoram os bandidos um por um. O espetáculo é testemunhado pelo próprio Creep, que gargalha em alegria quando ele vai embora em seu caminhão de entrega para entregar a última edição da Creepshow para outra cidade.